# Idaea delicatula
Idaea delicatula là một loài bướm đêm trong họ Geometridae.